# Ronald Spelbos
Ronald Spelbos est un footballeur et entraîneur néerlandais né le 8 juillet 1954 à Utrecht.

## Carrière

### Joueur
- 1974-1982 : AZ Alkmaar  Pays-Bas
- 1982-1984 : FC Bruges  Belgique
- 1984-1988 : Ajax Amsterdam  Pays-Bas

### Entraîneur
- 1992-1995 : NAC Breda  Pays-Bas
- 1995 : Vitesse Arnhem  Pays-Bas
- 1996-1997 : FC Utrecht  Pays-Bas
- 1998-1999 : NAC Breda  Pays-Bas

## Sélections
- 21 sélections et 1 but avec l'équipe des Pays-Bas de 1980 à 1987.